# Lepidoblennius haplodactylus
Lepidoblennius haplodactylus es una especie de pez de la familia Tripterygiidae en el orden de los Perciformes.

## Morfología
Los machos pueden llegar alcanzar los 10,7 cm de longitud total.

## Hábitat
Es un pez de mar y de clima subtropical y demersal que vive entre 0-3 m de profundidad.

## Distribución geográfica
Se encuentra al este de Australia.

## Observaciones
Es inofensivo para los humanos.